# Raymond Letouzey
Raymond Letouzey est un directeur de la photographie français né le 13 octobre 1924 à Paris et mort le 25 décembre 1992 à Neuilly-sur-Seine. 

## Biographie
Raymond Letouzey a commencé sa carrière en 1946 comme cadreur pour La Belle et la Bête de Jean Cocteau.
Il a réalisé un court métrage, Chemins de Paris, en 1963.

## Filmographie

### Directeur de la photographie
- 1961 : Les Moutons de Panurge de Jean Girault
- 1961 : Les Livreurs de Jean Girault
- 1962 : Un chien dans un jeu de quilles de Fabien Collin
- 1963 : Les Bricoleurs de Jean Girault
- 1964 : Opus 1er de Philippe Brunet (court métrage)
- 1968 : À tout casser de John Berry
- 1969 : Des Christs par milliers de Philippe Arthuys
- 1969 : Dieu a choisi Paris de Gilbert Prouteau et Philippe Arthuys
- 1971 : La sécurité est un combat de Jean Goumain (court métrage)
- 1974 : Six alcooliques en quête d'un médecin de Gérard Samson (court métrage)

### Réalisateur
- 1963 : Chemins de Paris (court métrage)